# Курный
Курный (укр. Курний) — село в Перемышлянской городской общине Львовского района Львовской области Украины.
Население по переписи 2001 года составляло 66 человек. Занимает площадь 1,32 км². Почтовый индекс — 81234. Телефонный код — 3263.

## История
В 1946 г. Указом ПВС УССР хутор Демня переименован в Курный.